# کریس چاک
کریس چاک (انگلیسی: Chris Chalk؛ زادهٔ ۷ دسامبر ۱۹۸۶) هنرپیشه اهل ایالات متحده آمریکا است. وی از سال ۲۰۰۵ میلادی تاکنون مشغول فعالیت بوده‌است.
از فیلم‌ها یا برنامه‌های تلویزیونی که وی در آن نقش داشته‌است می‌توان به همسر خوب، فلین بودن، پیش از آنکه شیطان بفهمد مرده‌ای، ۱۲ سال بردگی، گاتهام، لیلا و ایو، بیا و مرا پیدا کن، دیترویت، اجاره و میعادگاه غوطه ور دریای سرخ اشاره کرد.